# Saaba (departamento)
Saaba é um departamento ou comuna da província de Kadiogo no Burkina Faso. A sua capital é a cidade de Saaba.
Em 1 de julho de 2018 tinha uma população estimada em 80867 habitantes.